# Freikorps von Epp
Freikorps von Epp nebo také Bayerisches Schützenkorps byla jednotka z pravicové polovojenské organizace Freikorps v Německu po první světové válce. Byla zformována 11. února roku 1919 ve svobodném státě Bavorsko pod velením vysoce vyznamenaného veterána, plukovníka Franze von Epp.
Z počátku jí nebylo povoleno bavorskou vládou přijímat rekruty a cvičit jednotky na území Bavorska, ale po zásahu ministra obrany, Gustava Noskeho, bylo dosaženo kompromisu a nabírání nových branců bylo povoleno. Cvičit jednotky se muselo v Durynsku.
Následně se jednotka podílela na potlačení Bavorské republiky rad na přelomu dubna a května v Mnichově. V průběhu léta téhož roku byla jednotka použita pro vytvoření 21. brigády Reichswehru pod velením právě Franze von Epp.

## Bojová sestava
- Bayerisches Schützen Regiment 1 (1. bavorský střelecký pluk)
- Bayerisches Schützen Regiment 2 (2. bavorský střelecký pluk)
- Jäger-Battalion Bayerisches Schützenkorps (Prapor horských myslivců bavorského střeleckého sboru)
- Reiter-Regiment Bayerisches Schützenkorps (Jízdní pluk bavorského střeleckého sboru)
- Leichtes Artillerie-Regiment Bayerisches Schützenkorps (Pluk lehkého dělostřelectva bavorského střeleckého sboru)
- Schweres Artillerie-Regiment Bayerisches Schützenkorps (Pluk těžkého dělostřelectva bavorského střeleckého sboru)
- Freiwilligen-Flieger-Abteilung Deßloch (Dobrovolnický letecký oddíl Deßloch)
- Panzerwagen-Abteliung (Oddíl obrněných vozů)

## Významní členové
- SS-Standartenführer Hans Baumann - Poslanec říšského sněmu
- SS-Gruppenführer Hans Baur - Hitlerův osobní pilot
- Generálporučík Friedrich Bergmann
- SS-Gruppenführer Robert Bergmann - Poslanec říšského sněmu
- Generálmajor Artur Bisle
- Generálporučík Edwin Blaurock
- Generálporučík Julius Braun
- SA-Obergruppenführer Wilhelm Brückner
- Generálporučík Georg Carp
- SA-Gruppenführer Georg Decahnt
- SS-Obergruppenführer und General der Waffen-SS Carl-Maria Demelhuber - divizní velitel u Waffen-SS
- Generálplukovník Otto Deßloch (Luftwaffe)
- Generálplukovník Eduard Dietl
- SS-Oberführer Oskar Dirlewanger - velitele neblaze proslulého komanda Dirlewanger, které páchalo zločiny během Varšavského povstání
- Generál pěchoty Franz von Epp - říšský komisař, držitel Pour le Mérite
- Oberst Albin Esch
- SA-Obergruppenführer Hans Frank - Generální guvernér Polska za druhé světové války
- SS-Brigadeführer Karl Fritsch
- SS-Brigadeführer Heinrich Gärtner
- Generálporučík Walter Stettner von Grabenhofen
- Generálmajor Fritz Grieshammer (Luftwaffe)
- Generálmajor Franz Haas
- Generálmajor Georg Haus
- Generálporučík Wolfgang Hauser
- Generál der Flakartillerie Friedrich Heilingbrunner
- SS-Obergruppenführer Rudolf Hess - zástupce Adolfa Hitlera
- SA-Gruppenführer Hans Georg Hofmann - Poslanec říšského sněmu
- SA-Gruppenführer Franz von Hörauf
- NSKK-Korpsführer Adolf Hühnlein - Poslanec říšského sněmu, velitel NSKK
- Generálmajor Maximilian Jais
- Edgar Julius Jung
- Korvettenkapitän der Reserve Dr. phil. Emil Kiefer
- Generálmajor Dipl. Ing. Friedrich Kittel
- Generálmajor Heinrich Kleinschroth
- Generálporučík Heinrich Krampf
- SA-Obergruppenführer Franz von Kraußer
- Generálmajor Hans Kreppel
- Generál-Intendant Kurt von Kreß von Kressenstein (Luftwaffe)
- SA-Gruppenführer Otto Lancelle
- SA-Gruppenführer Fritz Lauerbach
- Generálmajor Hermann Leythaeuse
- Generálmajor Georg Loeffelholz von Coburg
- SS-Brigadeführer Johann von Malsen-Ponickau
- SS-Obergruppenführer Dr. Benno Martin
- SA-Obergruppenfuehrer Dr. Otto Marxer
- Generálmajor Gustav von Mauchenheim
- SA-Brigadeführer Albert Miller
- Generálporučík Gottlob Müller (Luftwaffe)
- SS-Standartenführer Thomas Müller (Waffen-SS)
- Generálporučík Gustav von Perfall
- General der Flieger Maximilian von Pohl
- Generálmajor Hans Prockl (Luftwaffe)
- SS-Gruppenführer und Generalleutnant der Polizei Johann Rattenhuber
- Stabschef der SA Ernst Röhm - velitel jednotek SA
- General der Artillerie Rudolf von Roman
- Gauleiter Hans Schemm - Poslanec říšského sněmu
- Karl Schlumprecht - Poslanec říšského sněmu
- Generálporučík Josef Schmid (Luftwaffe)
- SA-Gruppenführer Wilhelm Schmid
- SS-Brigadeführer und Generalmajor der Waffen-SS August Schmidhuber - divizní velitel u Waffen-SS
- SA-Obergruppenführer August Schneidhuber
- Polní maršál Ferdinand Schörner
- Generálporučík August (Max)-Günther Schrank
- SA-Obergruppenführer Dr. Walther Schultze
- Generálporučík Albert Schwub (Luftwaffe)
- SS-Gruppenführer und Generalleutnant der Waffen-SS Walter Staudinger
- Generálmajor Dipl. Ing. Hans Stenglein
- Gregor Strasser
- Otto Strasser
- SS-Obergruppenführer Dr. Wilhelm Stuckart
- General der Gebirgstruppe Karl von Le Suire
- Generálporučík Theodor Triendl (Luftwaffe)
- General der Gebirgstruppe Friedrich-Jobst Volckamer von Kirchensittenbach
- Reichsärztefüher Gerhard Wagner
- Dr. Friedrich Weber
- Richard Wenzl
- SA-Gruppenführer Wilhelm Weiss - Poslanec říšského sněmu
- SA-Brigadeführer Hans Zöberlein